# MESSENGER
MESSENGER foi a missão da sonda espacial não-tripulada da NASA, gerenciada pelo Jet Propulsion Laboratory - JPL, destinada a estudar as características e o ambiente do planeta Mercúrio. Especificamente, os objetivos científicos da missão foram os de caracterizar a composição química da superfície, a sua história geológica, a natureza do seu campo magnético, o tamanho e o estado do núcleo planetário, pesquisar seus polos e a natureza da sua exosfera e da sua magnetosfera, numa missão orbital de inicialmente um ano terrestre de duração que transformou-se em quatro anos.
MESSENGER é um acrônimo em inglês de MErcury Surface, Space ENvironment, GEochemistry and Ranging ("Superfície, Ambiente Espacial, Geoquímica e [Amplitude de] Órbita de Mercúrio"). Este acrônimo foi escolhido porque Mercúrio era o mensageiro dos deuses, de acordo com a mitologia romana.
A sonda foi lançada ao espaço em 3 de Agosto de 2004, a bordo de um foguete Boeing Delta II, de Cabo Canaveral, na Flórida, Estados Unidos. Foi a segunda dirigida a Mercúrio pela NASA, e a primeira em 30 anos. O planeta foi visitado anteriormente apenas pela sonda Mariner 10, que orbitou o planeta três vezes num período de dois anos, em 1974 e 1975, e obteve dados detalhados sobre menos da metade de sua superfície.
Em julho de 2008, os cientistas da missão foram surpreendidos com a descoberta de água na exosfera do planeta, através da análise de dados enviados pela sonda, quando ela fez sua primeira passagem próxima a Mercúrio em janeiro. Além disso, os dados da MESSENGER enviaram provas de vulcanismo na superfície, com a descoberta de ejecta proveniente de lava vulcânica, através das imagens de alta definição da sonda e a evidência da existência de um núcleo líquido em Mercúrio. Em outubro, durante o segundo sobrevoo, a sonda enviou para a Terra as mais nítidas imagens até então obtidas da superfície do planeta.
Foi encerrada em 30 de abril de 2015, após esgotar seu combustível, sendo jogada pelos controladores da missão em terra sobre a superfície do planeta. Dentre as muitas tarefas realizadas, a sonda determinou a composição da superfície de Mercúrio, sua história geológica, descobriu que seu campo magnético interior está deslocado do centro do planeta e verificou que seus depósitos polares são na maioria compostos de gelo. A equipe científica vai continuar a usar os dados para colocar e responder a perguntas sobre a formação, evolução e o lugar do planeta Mercúrio em nosso sistema solar até o final do projeto MESSENGER em maio de 2016.

## Questões sobre Mercúrio
A equipe de ciência da sonda MESSENGER espera obter respostas a algumas intrigantes questões:

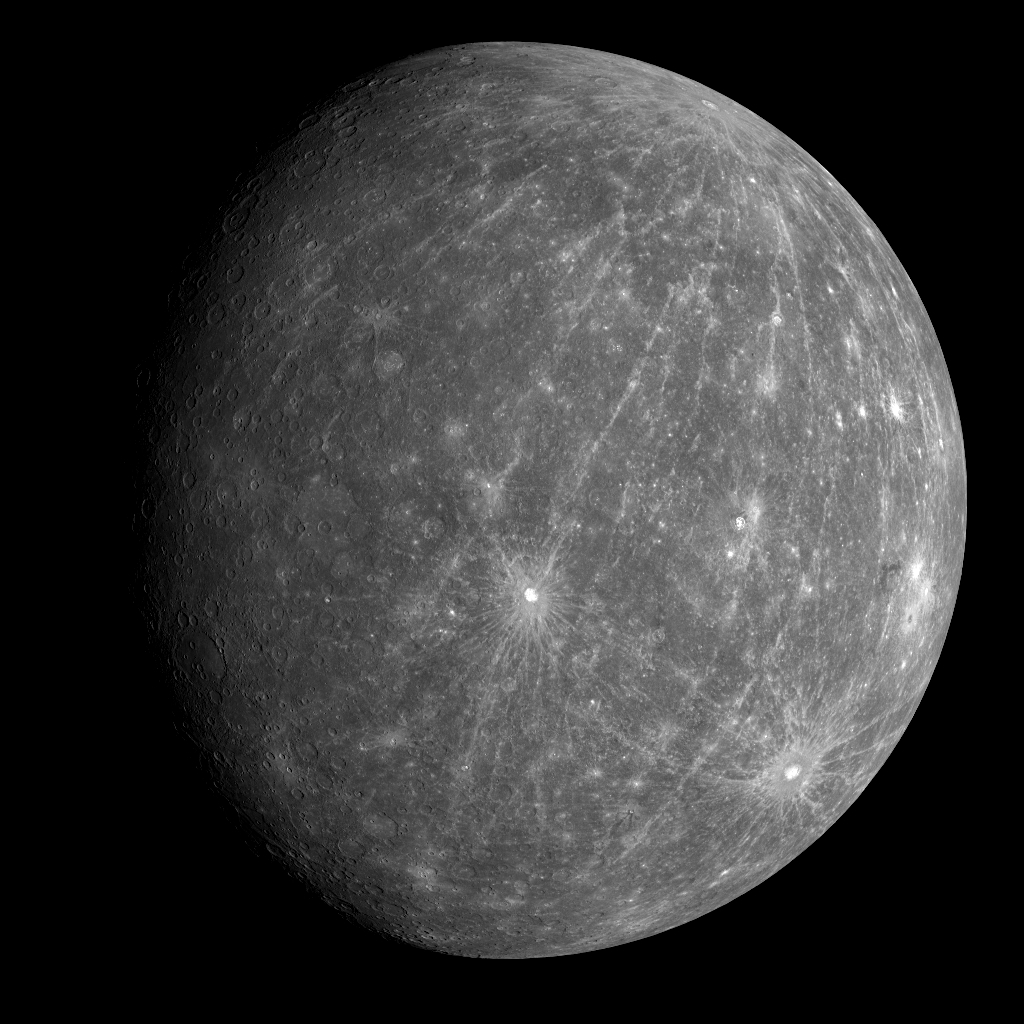
Imagem de Mercúrio em alta definição, conseguida pela MESSENGER em outubro de 2008, mostra a cratera Kuiper, quase no centro da foto, brilhando sob o Sol. Comparar a riqueza de detalhes com a mesma imagem mais abaixo, conseguida em janeiro de 2008, no primeiro sobrevoo do planeta

1. Tal como os demais planetas internos do Sistema Solar, Mercúrio tem um denso núcleo rico em ferro, envolvido por um manto constituído de magnésio e silicatos ferrosos (rocha). Durante a história inicial do planeta, os silicatos deslocaram-se para a superfície, formando a crosta do planeta, enquanto o ferro desceu para o núcleo. A densidade de cada planeta reflete exatamente este balanço entre um núcleo rico em ferro e a crosta rica em silicatos. Mercúrio tem um núcleo incrivelmente denso, além de enorme. O núcleo da Terra tem um diâmetro estimado em 6 972 km (somando-se os núcleos externo e interno), perfazendo 54,8% do diâmetro planetário total de 12 714 km; já o núcleo de Mercúrio é estimado em cerca de 3 600 km de diâmetro, correspondente a 73,8% do diâmetro do planeta, que é de 4 879 km. O núcleo compõe cerca de 65% de toda a massa de Mercúrio. Sua alta densidade faz com que o campo gravitacional de Mercúrio seja comparável ao de Marte, que é um planeta bem maior. Como pôde surgir um núcleo tão incrivelmente denso para um planeta do seu tamanho?
2. Certas formações geológicas de Mercúrio são bastante enigmáticas. Planos suaves relativamente "jovens" estão cercados por antigas crateras. Fotos obtidas pela sonda Mariner 10 sugerem que a superfície apresenta uma composição variada. A formação rochosa denominada Caloris tem cerca de 1 300 quilômetros de extensão e contém montanhas elevadas de uns 3 000 metros de altura que parecem ter sido formadas pelo impacto de um meteoro, cujas ondas de choque seriam responsáveis por uma região de solo caótico, situado no lado oposto do planeta. Um dos objetivos da sonda MESSENGER é conhecer mais sobre o passado geológico deste planeta;
3. Mercúrio é o único planeta além da Terra que comprovadamente tem um campo magnético. Ele é cerca de 100 vezes mais fraco que o campo da Terra medido na superfície. O campo magnético da Terra é criado pela movimentação do seu fluido interno, mas o núcleo de Mercúrio é menor do que o da Terra e ele já teria se esfriado e se solidificado. A topografia de Mercúrio sugere que ao se esfriar o núcleo tenha se contraído e sua superfície tenha sido enrugada. Sem ter movimento de fluido no núcleo, como o campo magnético é gerado?
4. No início da década de 1990, utilizando radares, os cientistas observaram que crateras localizadas no polos do planeta refletiam vigorosamente pulsos de ondas de rádio. Alguns cientistas sugeriram que a reflexão fosse devida ao gelo. E em certas regiões de Mercúrio a temperatura na sua superfície pode atingir 450 graus Celsius. Como o planeta apresenta uma rotação quase que perpendicular ao seu equador, o piso de certas crateras situadas nos polos nunca é atingido por raios de sol, fazendo com que o seu interior seja sempre mantido frio. Um dos objetivos da sonda é procurar saber qual substância está no interior dessas crateras;
5. Mercúrio é rodeado por uma tênue atmosfera. Porém, suas moléculas não colidem entre si, mas pulam de um lugar para outro na atmosfera, como bolas de borracha. Os elementos que compõem sua atmosfera são o hidrogênio, o hélio, o oxigênio, o sódio, o potássio e o cálcio. O hidrogênio e o hélio vêm principalmente do Sol; uma parte do hidrogênio e do hélio também deve vir de cometas que caíram em Mercúrio, e as outras substâncias das rochas situadas na superfície do planeta. A sonda deverá estudar como esses elementos foram postos na exosfera do planeta. Como essa volatilidade é importante para Mercúrio?

## A sonda
O corpo principal da sonda mede 1,42 metro de altura, 1,85 metro de largura e 1,27 metro de profundidade. Seu guarda-sol frontal (sunshade) é constituído de pastilhas de cerâmica semelhantes às utilizadas no Ônibus Espacial; ele tem 2,5 metros de altura por 2 metros de comprimento. Lateralmente, foram montadas duas "asas" que constituem seus painéis solares, fazendo a sonda ter seis metros de comprimento de uma ponta a outra.
A massa da sonda quando do lançamento era de aproximadamente 1 100 quilogramas, incluindo 600 quilogramas de propelente e 500 quilogramas de massa da sonda propriamente dita e de seus instrumentos.

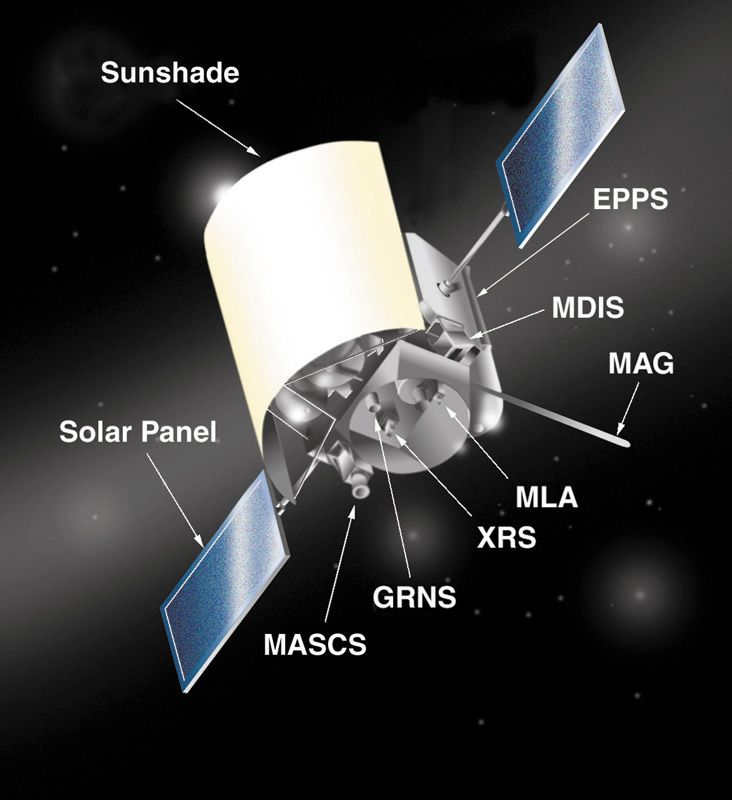
Diagrama da MESSENGER

A sonda obtém energia através de painéis solares de 1,5 por 1,65 metro, constituídos de células solares de arsenieto de gálio, que geram uma energia de 385 a 485 watts durante sua fase de cruzeiro e 650 watts quando em órbita de Mercúrio. Esses painéis alimentam uma bateria de níquel-metal-hidreto (NiMH) com 23 ampères-hora de carga.
Sua propulsão é feita através de um bipropelente constituído de hidrazina e tetróxido de nitrogênio, para ações de grande empuxo; 16 empuxadores alimentados a hidrazina servem para pequenos ajustes de trajetória e para o controle de altitude.
Seus instrumentos científicos são: uma câmera grande angular e outra teleobjetiva, um espectrômetro de raios gama e de nêutrons, um espectrômetro de raios-X, um espectrômetro de partículas de alta energia e de plasma, um espectrômetro de análise da composição da atmosfera e da superfície, um magnetômetro, um altímetro a laser e um experimento de rádio.
O "cérebro" da sonda é composto por um módulo eletrônico integrado que hospeda dois sistemas compostos por um microprocessador de 25 MHz cada um, mais um processador de 10 MHz para proteção contra falhas. O modelo dos processadores é o IBM RAD 6000, projetado para ser resistente à radiação. Esse processador é semelhante ao IBM POWER1, que equipava os primeiros modelos do microcomputador Macintosh.
Para o controle da altitude, a sonda deve saber para onde está apontando. Ela fará então o uso de balizadores de estrelas, uma unidade de medida inercial, composta por quatro giroscópios e quatro acelerômetros, mais seis sensores solares que funcionarão como unidades redundantes.
O controle de altitude é feito por meio de quatro rodas de reação situadas dentro da sonda, auxiliadas quando necessário por pequenos empuxadores. A MESSENGER deverá receber comandos e enviar dados primariamente por meio de uma antena de polarização circular operando na banda X da faixa de microondas.
A sonda MESSENGER foi construída para suportar o intenso calor em Mercúrio. Lá o Sol é cerca de 11 vezes mais brilhante que na Terra e a temperatura na superfície pode chegar a 450 graus Celsius, mas a MESSENGER deverá operar numa temperatura ambiente terrestre, possibilitada por um escudo térmico constituído de revestimento cerâmico.
Sua estrutura básica é composta de grafite-epóxi. Este material composto fornece a rigidez necessária à sonda para sobreviver ao lançamento, oferecendo a menor massa possível.
O custo da missão é de 427 milhões de dólares, incluindo a sonda, o desenvolvimento de seus instrumentos e do veículo lançador, os operadores da missão e a análise dos dados coletados.

## Comunicações
A sonda MESSENGER utiliza a banda X da faixa de microondas para se comunicar, através de duas antenas de alto ganho, duas pequenas antenas de médio ganho e mais quatro antenas de baixo ganho. Todas as antenas são fixas e podem eletronicamente dirigir seus sinais sem necessitar mover partes da antena. Durante suas operações normais, pelo menos uma ou duas antenas estarão apontadas para a Terra.

## Instrumentos da Sonda

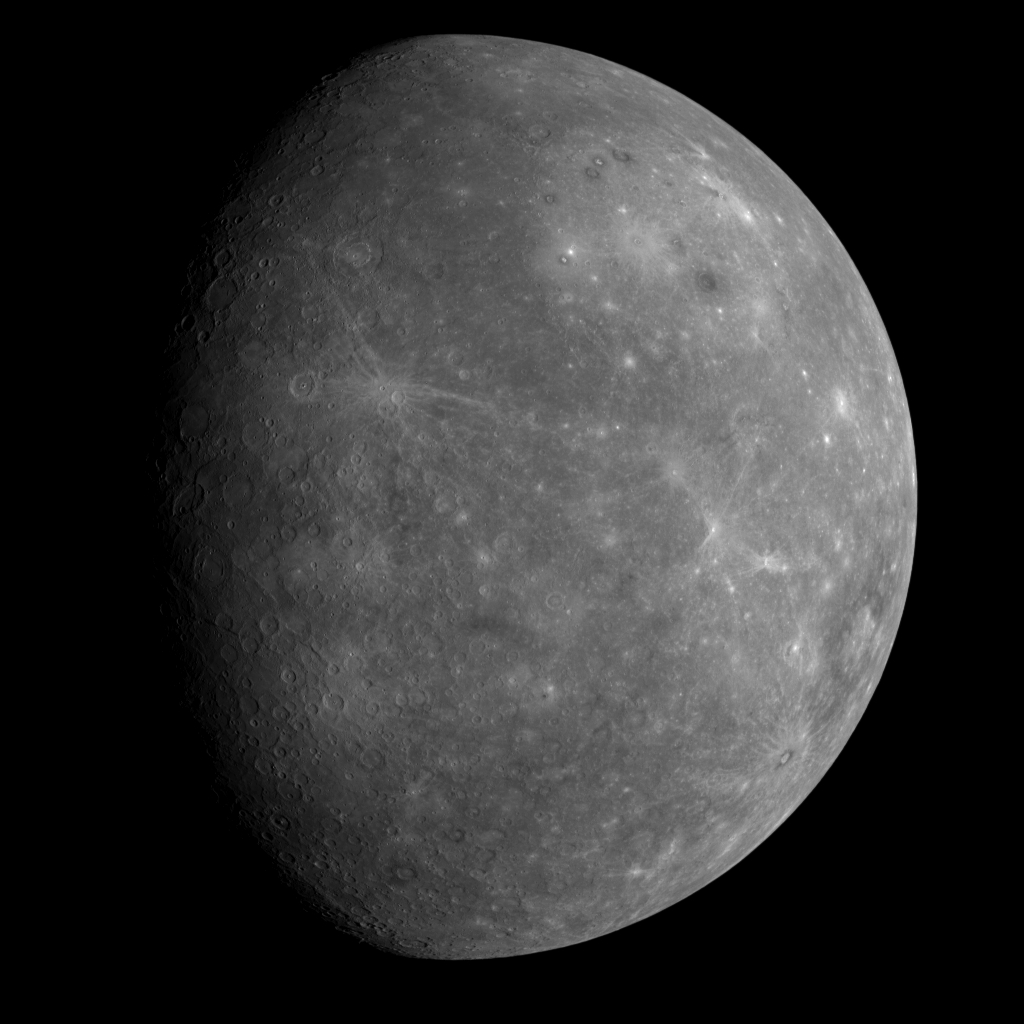
A primeira imagem de Mercúrio feita pela sonda MESSENGER, a 27 000 km, em janeiro de 2008

- Mercury Dual Imaging System (MDIS): Consiste em um sistema de imagem composto por uma câmera grande angular e por outra câmera teleobjetiva, para fotografar a superfície de Mercúrio.
- Gamma-Ray and Neutron Spectrometer (GRNS): Este instrumento deverá detectar os raios gama e os nêutrons emitidos pelas substâncias radioativas da superfície de Mercúrio ou por elementos que sejam estimulados pelos raios cósmicos. Ele será usado para mapear a abundância ou os diferentes elementos da superfície e deverá ajudar a determinar se existe gelo nos polos de Mercúrio, que nunca recebem diretamente a luz do Sol.
- X-Ray Spectrometer (XRS): Os raios gama e os raios X de alta energia provenientes do Sol que atingem a superfície de Mercúrio podem forçar certos elementos de sua superfície a emitirem raios X de baixa energia. O XRS deverá medir esses raios e, a partir deles, medir a abundância dos vários elementos que compõem a crosta de Mercúrio.
- Magnetometer (MAG): Situado na extremidade de uma antena de 3,6 metros de comprimento, deverá mapear o campo magnético de Mercúrio e procurar por regiões que contenham rochas magnetizadas na sua crosta.
- Mercury Laser Altimeter (MLA): Emitirá um raio laser que será enviado à superfície de Mercúrio; um sensor o captará após a sua reflexão na superfície do planeta. Ele deverá medir o tempo que a luz levará para ir e voltar, fazendo uma detalhada descrição da superfície de Mercúrio.
- Mercury Atmospheric and Surface Composition Spectrometer (MASCS): Este espectrômetro é sensível à luz infravermelha e ultravioleta e deverá medir a abundância dos gases na atmosfera, bem como detectar as variações dos minerais na superfície de Mercúrio.
- Energetic Particle and Plasma Spectrometer (EPPS): O EPPS medirá a composição, a distribuição e as mudanças de energia das partículas (elétrons e vários íons) da magnetosfera de Mercúrio.
- Radio Science (RS): O RS deverá usar o efeito Doppler para medir com precisão as alterações de velocidade da sonda nas órbitas de Mercúrio. Isso permitirá estudar a distribuição da massa de Mercúrio, incluindo as variações da espessura de sua crosta.

## Perfil da missão

### Lançamento e viagem até Mercúrio

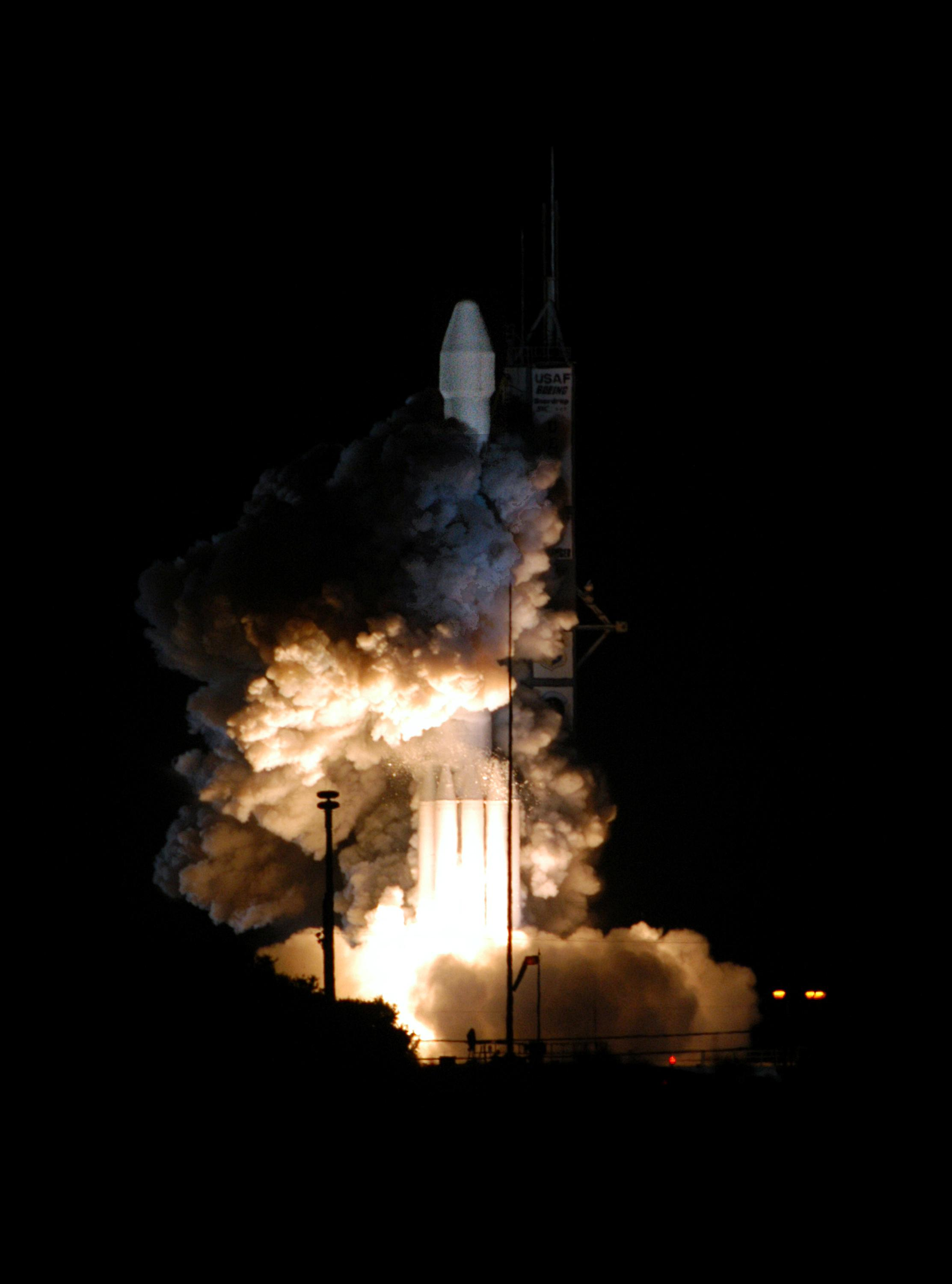
Lançamento da sonda

O lançamento da sonda estava previsto para ocorrer em uma janela de lançamento de 12 dias, que se iniciaria em 11 de maio de 2004. Mas a NASA anunciou em 26 de março de 2004 que a janela começaria em 30 de julho de 2004, com uma duração de 15 dias. Esta mudança na data de lançamento obrigou a uma mudança na trajetória que a sonda deveria seguir e atrasou sua chegada a Mercúrio em cerca de dois anos.
O sonda MESSENGER decolou na plataforma de lançamento 17B do Cabo Canaveral, através de um foguete descartável de três estágios da Boeing, em 2 de agosto de 2004, quando ocorreu uma janela de lançamento de 13 dias de duração. Este foguete foi um Delta II 7925-H (heavy lift), um modelo largamente utilizado nas missões do Programa Discovery. O primeiro estágio utilizou um motor principal da Rocketdyne, modelo RS-27A, utilizando o propelente líquido RP-1, uma mistura de querosene com oxigênio líquido. O motor principal foi auxiliado por nove propulsores usando propelente sólido (hidroxil-polibutadieno). O segundo estágio foi ativado por um motor da Aerojet, modelo AJ10-118K. Este motor utilizou um propelente líquido, o Aerozine 50, uma mistura de hidrazina com dimetil-hidrazina, reagindo com o tetróxido de nitrogênio como oxidante. Um motor Star-48B, da Thiokol, forneceu o empuxo para o terceiro estágio. O motor utilizou um propelente sólido baseado no perclorato de amônio. O terceiro estágio conduziu a sonda para uma órbita heliocêntrica.
No seu novo plano de voo, a sonda percorreu 7,9 bilhões de quilômetros, que incluíram 15 voltas em torno do Sol. A sonda MESSENGER fez seis assistências gravitacionais antes de chegar a Mercúrio. A primeira manobra foi feita com o auxílio da gravidade da Terra, logo após o lançamento. Houve ainda mais duas manobras com a ajuda de Vênus, em outubro de 2006 e junho de 2007.
A primeira aproximação de Mercúrio ocorreu em janeiro de 2008, uma segunda aproximação ocorreu em outubro de 2008 e a terceira em setembro de 2009.
Essas orbitações serviram como ajustes finos para a sonda obter dados, entrando finalmente em órbita do planeta em março de 2011.
Os instrumentos a bordo do Messenger serão activados e verificados no dia 23 de Março e no dia 4 de Abril irá começar a fase científica da missão.
Originalmente, a sonda deveria orbitar Mercúrio em 2009.
| Data                  | Evento                        |
| --------------------- | ----------------------------- |
| 3 de agosto de 2004   | Lançamento da MESSENGER.      |
| 2 de agosto de 2005   | Primeiro sobrevoo na Terra    |
| 24 de outubro de 2006 | Primeiro sobrevoo em Vênus    |
| 14 de janeiro de 2008 | Primeiro sobrevoo em Mercúrio |
| 18 de março de 2011   | Inserção orbital em Mercúrio  |
| 17 de março de 2012   | Início da missão principal    |
| 17 de março de 2013   | Início da missão estendida    |
| 30 de abril de 2015   | Fim da missão                 |

### Inserção orbital

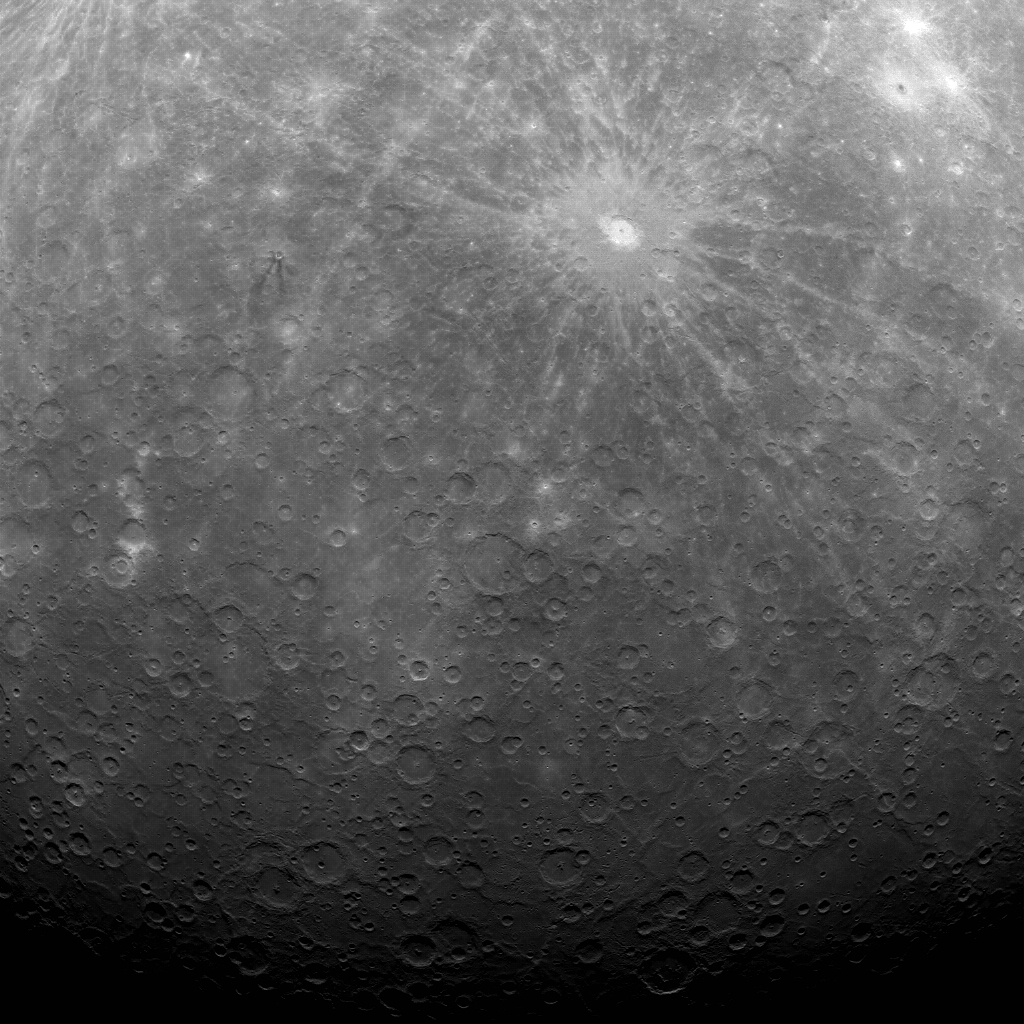
A primeira fotografia da MESSENGER na órbita de Mercúrio, tirada em 29 de março de 2011

A manobra com os foguetes para inserir a MESSENGER na órbita de Mercúrio começou à 00h45 (UTC) de 18 de março de 2011. Durou cerca de 15 minutos, e a confirmação que a sonda entrou na órbita de Mercúrio foi recebida à 1h10 (UTC) de 18 de março. O engenheiro-chefe da missão, Eric Finnegan, disse que a sonda conseguiu uma órbita praticamente perfeita. Em março de 2011, a NASA publicou as primeiras fotos de Mercúrio tiradas durante a órbita da MESSENGER.
A órbita da MESSENGER em torno de Mercúrio é bastante elíptica. No seu ponto mais próximo do planeta, a sonda está a uma altitude de 200 km e, no ponto mais afastado, a cerca de 15 000 km de distância. O plano da órbita é inclinado 80 graus em relação ao plano equatorial de Mercúrio. A sonda completa uma volta a cada 12 horas.
Enquanto a sonda MESSENGER estiver circundando Mercúrio, a radiação e a gravidade do Sol deverão afetar a trajetória da sonda. Uma vez por ano de Mercúrio (igual a 88 dias da Terra), seus foguetes serão acionados para reposicionar a sonda em sua órbita original.

### Órbita de Mercúrio
Após a inserção orbital da MESSENGER, um período de teste de 18 dias aconteceu. Os instrumentos científicos da sonda foram ligados e testados para garantir que haviam completado a viagem sem sofrer danos. Essa fase demonstrou que todos os equipamentos estavam funcionando normalmente A missão primária começou em 4 de abril, como esperado, com a MESSENGER orbitando Mercúrio a cada 12 horas por uma duração de doze meses terrestres, o equivalente a dois dias solares em Mercúrio.
Em 5 de outubro de 2011, os resultados científicos obtidos pela MESSENGER durante os primeiros seis meses terrestres em órbita foram apresentados no European Planetary Science Congress em Nantes, França. Entre as descobertas apresentadas estava a concentração inesperadamente alta de magnésio e cálcio achada no lado noturno de Mercúrio, e o fato que o campo magnético de Mercúrio está deslocado para o norte do centro do planeta.
- Uma imagem monocromático de Mercúrio pela MESSENGER'
- "Cratera-X", nomeada assim por causa da cruz em seu centro
- Polo sul de Mercúrio
- Cadeias de montanhas perto do polo sul

### Missão estendida
Em novembro de 2011, a NASA anunciou que a missão MESSENGER seria estendida por um ano. A missão estendida começou em 17 de março de 2012, e continuará até março de 2013. Entre 16 de abril e 20 de abril de 2012, a MESSENGER realizou uma série de manobras com seus foguetes, colocando-a em uma órbita de oito dias.
Em novembro de 2012, a NASA anunciou que a MESSENGER descobriu gelo de água e compostos orgânicos em crateras que nunca recebem luz solar no polo norte de Mercúrio.
À medida que sua órbita começou a decair no início de 2015, a MESSENGER conseguiu tirar fotografias detalhadas de crateras cheias de gelo e outras formas de relevo no pólo norte de Mercúrio. Depois que a missão foi concluída, a revisão dos dados de alcance de rádio forneceu a primeira medição da taxa de perda de massa do Sol.

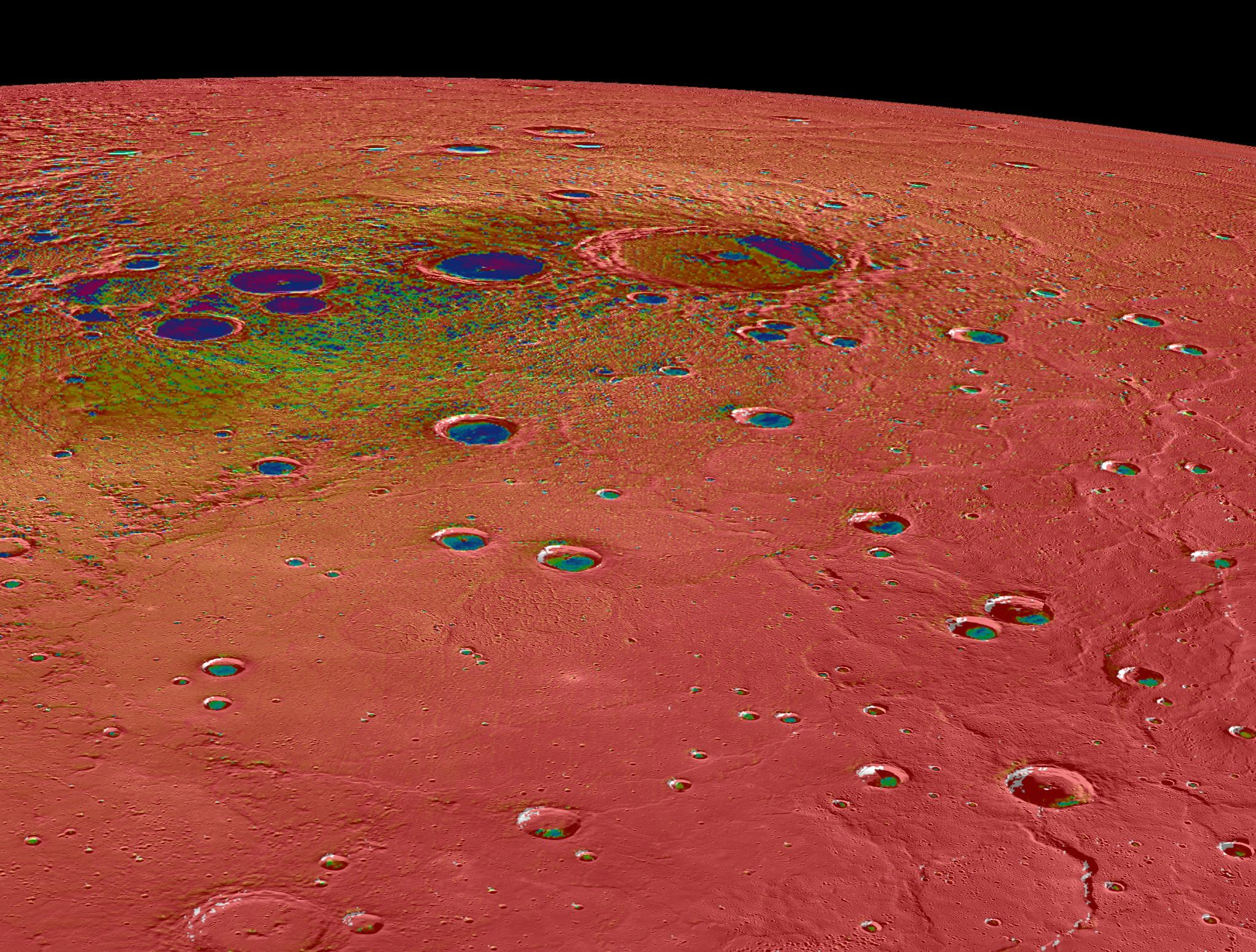
Mapa de cores falsas mostrando as temperaturas máximas da região polar norte
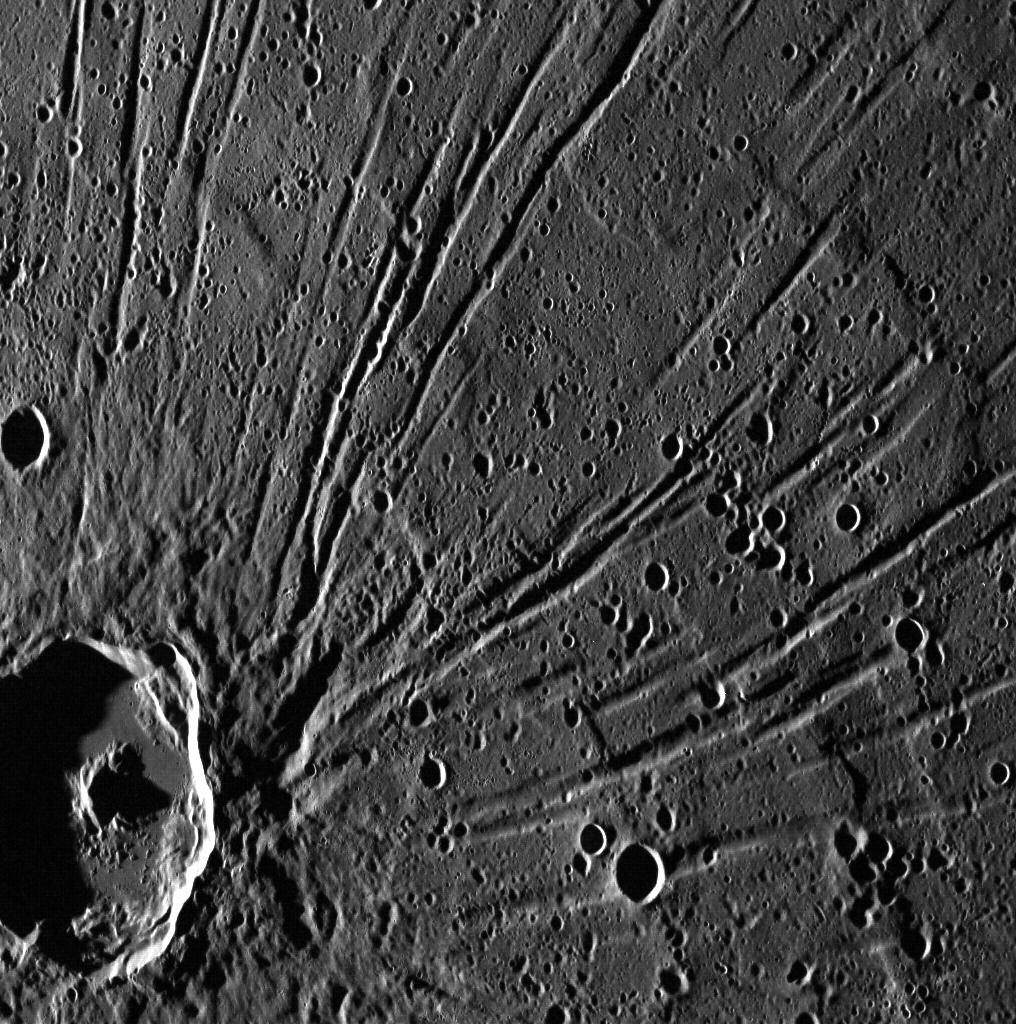
Cratera Apollodorus, com o Pantheon Fossae irradiando dele
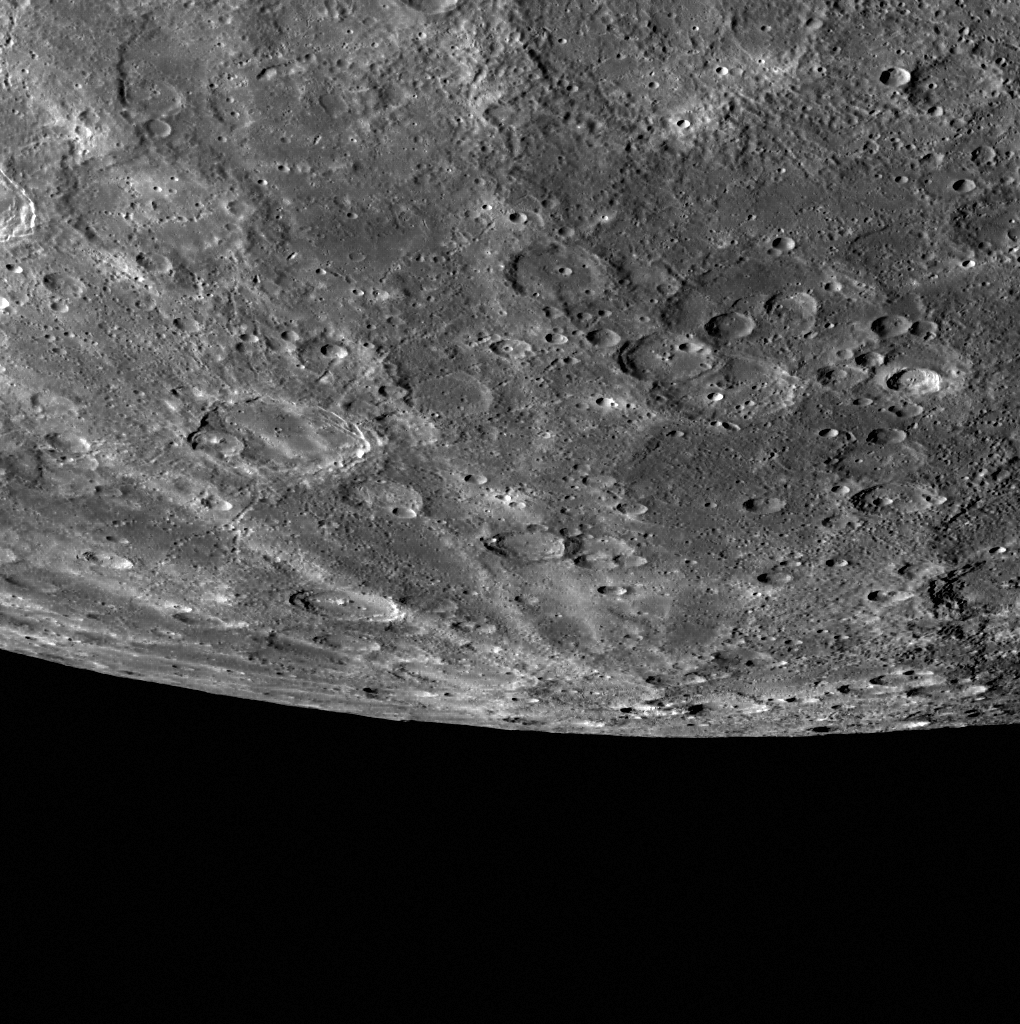
Raios de cratera atravessando o hemisfério sul do planeta
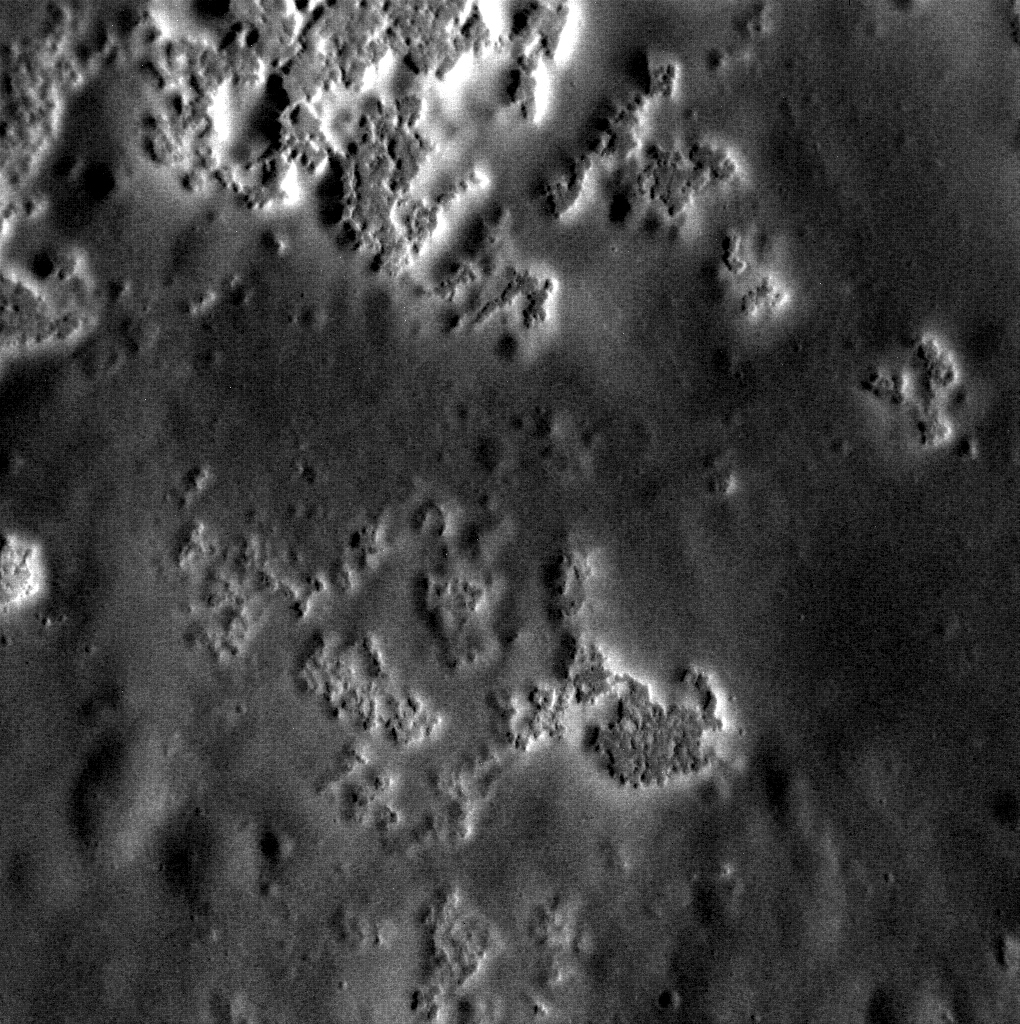
Ocos na parede da cratera Sholem Aleichem
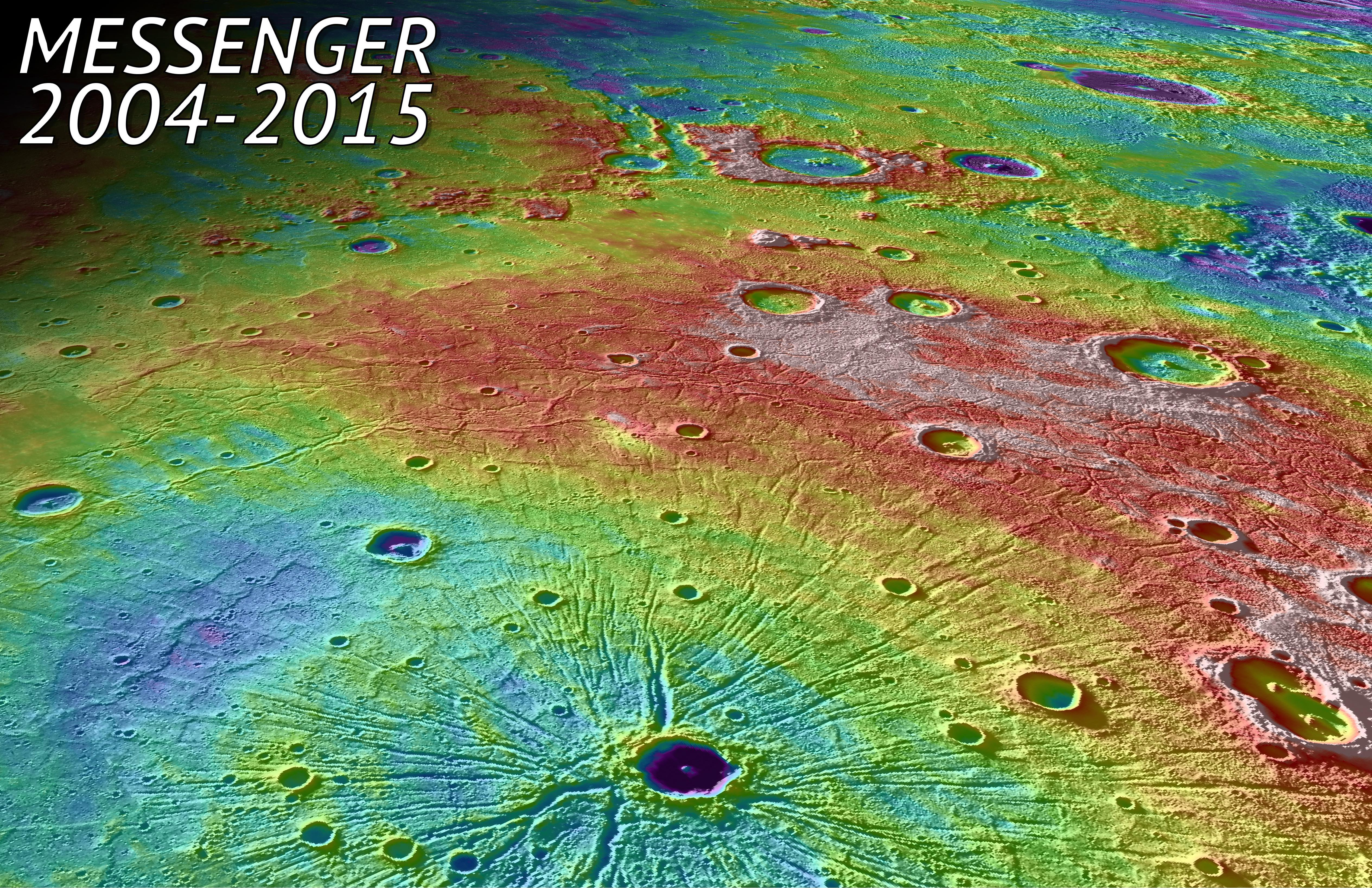
Perspectiva da Bacia Caloris – alto (vermelho); baixo (azul)

### Fim da missão
Com o esgotamento de seu combustível, a missão da sonda espacial MESSENGER chegou ao fim em 30 de abril de 2015, quando os controladores da missão a jogaram propositalmente sobre a superfície mercuriana, a mais de 14 mil km/h, abrindo uma cratera de 16 m de diâmetro no solo. O impacto se deu às 19h26 UTC, ao norte da bacia Shakespeare, e não pode ser visto da Terra por acontecer no lado escuro do planeta. No total, a espaçonave cumpriu 4 105 órbitas coletando dados científicos em torno do planeta por um período de mais de quatro anos, desde a primeira órbita em 17 de março de 2011 e esses dados continuarão a ser analisados até o final do projeto MESSENGER em maio de 2016.

## Celebração dos 10 anos
Em 1 de agosto de 2014, em comemoração ao 10.º aniversário do seu lançamento, a equipe da MESSENGER lançou um filme que mostra um sobrevoo de Mercúrio. O filme é acelerado por um fator de sete para facilitar a visualização.

## Resultados científicos

### Gelo na sombra
A MESSENGER confirmou que algumas crateras próximas aos pólos de Mercúrio contêm água (em forma de gelo), protegido em algumas partes do calor do sol na sombra permanente. MESSENGER foi capaz de olhar nos pólos de Mercúrio como nenhuma outra nave espacial ou telescópio, e confirmou que os pólos de Mercúrio têm temperaturas inferiores a −173 ºC (−280 ºF). Parte do gelo polar é coberto por uma matéria orgânica escura misteriosa que os pesquisadores ainda não compreendem sua natureza.

### Cavidades e respiradouros
A MESSENGER encontrou depressões planas em muitas das crateras de Mercúrio. Esses "cavidades" geralmente têm bordas claras e podem ter se formado onde os materiais voláteis foram perdidos para o espaço. Messenger também descobriu e fotografou muitos respiradouros vulcânicos.

### Campo magnético de Mercúrio
Em um estudo detalhando campo magnético do planeta, publicada em maio de 2015, os pesquisadores usaram dados obtidos pela MESSENGER, no outono de 2014 e início de 2015, quando a sonda voou incrivelmente perto da superfície do planeta - em altitudes tão baixas quanto a 15 km. Nos anos anteriores, mais baixas altitudes da MESSENGER foram entre 200 e 500 quilômetros. Esses dados revelam que o campo magnético de Mercúrio é de quase quatro bilhões de anos.

## Programa Discovery
A missão MESSENGER é a sétima missão do programa de exploração espacial Discovery, da NASA, um programa científico que estabeleceu metas para o desenvolvimento de missões de baixo custo para a pesquisa espacial.